# Kié-Ntem
Kié-Ntem és una de les 7 províncies que componen Guinea Equatorial.
Situada en la part nord-est (NE) de Mbini (part continental del país), limita al nord amb la província camerunesa del Sud, a l'est amb la província gabonesa de Woleu-Ntem, al sud amb la província de Wele-Nzas, i a l'oest amb la província de Centre Sud. La seva capital és la ciutat d'Ebebiyín.

## Toponímia
El nom "Kié-Ntem" prové de Kié, la regió oriental de Guinea Equatorial, i Ntem, nom africanitzat del riu Netem,
que desemboca a l'atlàntic pel delta de riu Campo. Paradoxalment, el riu no travessa la província, encara que hi passa a prop.

## Geografia
Es localitza geogràficament entre els 2° N i els 11° I.

## Demografia
La població el 2013, va anar de 238,548 habitants, segons la Direcció general d'Estadístiques de Guinea Equatorial.

## Actualitat
A causa del règim dictatorial al que està sotmès Guinea Equatorial, la província de Kié-Ntem pateix una tremenda marginació enfront del grup dominant, i els seus habitants fugen a l'exili (Camerun i Gabon).

## Municipis i Districtes
La província està constituïda dels següents Municipis i Districtes.
- Municipis
  - Ebebiyín
  - Micomeseng
  - Nsok
  - Ncue
  - Bidjabidjan
  - Nsang
- Districtes
- Districte d'Ebebiyín (amb 86 Consells de Poblats)
- Districte de Mikomeseng (amb 54 Consells de Poblats)
- Districte de Nsok (amb 47 Consells de Poblats)